# Cteniogaster hexomma
Cteniogaster hexomma – gatunek pająka z rodziny obniżowatych. Endemiczny dla Kenii.

## Taksonomia
Gatunek ten opisany został po raz pierwszy w 2013 roku przez Jana Bosselaersa i Rudy’ego Jocqué’a na łamach „European Journal of Taxonomy”. Jako lokalizację typową wskazano Ngangao Forest w paśmie Taita Hills w Kenii. Epitet gatunkowy oznacza po łacinie „sześciook” i nawiązuje do zaniku u tego pająka oczu tylno-środkowej pary. 

## Morfologia
Pająk o ciele długości od 2,9 do 3 mm przy karapaksie długości od 1,1 do 1,3 mm i szerokości od 0,9 do 1 mm. Ubarwienie karapaksu jest brązowe, miejscami z zieloną lub fioletową irydyzacją. Oczy pary przednio-środkowej są trzykrotnie mniejsze niż pary przednio-bocznej, pary przednio-bocznej są z kolei tak duże jak pary tylno-bocznej, zaś oczy pary tylno-środkowej są całkowicie nieobecne. Jamka karapaksu jest wydatna. Wysokość pionowego nadustka wynosi półtorakrotność średnicy oczu przednio-środkowej pary. Cienko obrzeżone sternum jest brązowe u samca, a żółtobrązowe u samicy. Trójkąt zabiodrowy jest spiczasty. Odnóża samca są brązowe, samicy zaś żółtobrązowe, u obu płci irydyzująco połyskujące. Odnóża par trzeciej i czwartej mają silniej wyrażone wcięcia krętarzy niż par pozostałych. Hymen retrocoxalis u obu płci jest owalna do prawie kulistej, biało ubarwiona. Ostatnia para odnóży ma stopy u samca wyraźnie, a u samicy nieznacznie zagięte.
Opistosoma (odwłok) ma bladoszarobrązowy, porośnięty spłaszczonymi, irydyzującymi włoskami wierzch oraz bladoszary spód. Samiec wyróżnia się obecnością słabo wyodrębnionego, brązowego skutum w jej części przednio-grzbietowej oraz brązowej, eliptycznej, zesklerotyzowanej łatki z długimi i silnymi szczecinkami na jej stronie spodniej – u samicy cech tych brak zupełnie. Rozstaw kądziołków przędnych pary przednio-bocznej równy jest ich średnicy, zaś rozstaw tych pary tylno-bocznej równy ich długości. Ostatni człon kądziołków pary tylno-bocznej jest smukły i stożkowaty u samca, półkulisty zaś u samicy.
Nogogłaszczki samca mają niewielkich rozmiarów, wyprostowaną i spiczasto zwieńczoną apofizę retrolateralną goleni, pośrodkowo-wierzchołkowo umieszczony błoniasty konduktor o wachlarzowatym, niezmodyfikowanym kształcie, umieszczoną tylno-boczno-wierzchołkowo apofyzę medialną o łyżeczkowatej, tępo zakończonej formie oraz krótki, osadzony przednio-boczno-wierzchołkowo embolus. Genitalia samicy cechują się małym przednim kapturkiem epigynalnym, przez który częściowo prześwitują przewody kopulacyjne oraz pierwsza para spermatek. Wulwa ma spermateki pierwszej pary duże, owalne, stykające się ze sobą i wewnątrz zaopatrzone w rzucające się w oczy kolce, natomiast spermateki drugiej pary mniejsze, przesunięte bardziej dogrzbietowo i zaopatrzone w przednią strukturę porowatą o charakterze gruczołowym. 

## Ekologia i występowanie
Pajęczak afrotropikalny, endemiczny dla Kenii, ograniczony swym zasięgiem pasma Taita Hills. Zasiedla ściółkę w lasach mieszanych. Spotkany jest na rzędnych od 1600 do 1900 m n.p.m.